# ボタンエビ
ボタンエビ（牡丹海老、牡丹蝦、学名 Pandalus nipponensis Yokoya, 1933、英 Botan shrimp）は、軟甲綱十脚目タラバエビ科（鱈場海老科）に分類されるエビの一種である。
市場や回転寿司などでは、この近縁種の一部も「ボタンエビ」と呼ばれて流通している。本種はその中で、特に「本牡丹海老」（ほんぼたんえび）や「本牡丹」と呼ばれている。

## 発見
海洋生物学者であった東京帝国大学農学部の横屋猷（よこや ゆう）博士（1891 - 1969)は、1933年の農学部紀要の中で日本周辺の大陸棚に生息している多数の十脚目甲殻類を報告した。本種 Pandalus nipponensis Yokoya, 1933もそのひとつである。タラバエビ属はPandalus Leach, 1814の和名であり、種小名のnipponensis は「日本産の」という意味である。

## 形態
体長は13cmから20cmを超える大型のものもいる。体色は濃いオレンジ色である。鮮度が落ちると、次第に黄色っぽくなる。額角（がっかく）の中央部付近と背部の赤味が濃い。殻から内臓が透き通って見える。
第1 - 5腹節の側面に各2個の赤い不定形の斑紋（はんもん）がある。この斑紋が牡丹の花びらを散らしたように見えることが名前の由来であるという説と、体色が全体に赤く牡丹色が連想されたことが由来であるという説が見られる。
額角は頭胸甲（とうきょうこう）の1-1.5倍と長い。頭胸甲の背面の隆起はトヤマエビと比べると低い。

## 分布
日本海には分布せず、太平洋側の宮城県沖以南にだけ分布する日本固有種で、大陸斜面の水深300-500mに生息する。
かつては福島県の小名浜沖、東京湾、高知県の土佐湾などでも獲れたが沖合底曳網漁の衰退により、現在では千葉県の銚子沖や静岡県の駿河湾、三重県の尾鷲沖などで少し獲れるだけになってしまった。市場には「牡丹海老」の名で複数種の赤いエビが出回っている。
10月から5月にかけて、底引き網漁で捕獲される。ボタンエビは傷みやすいので、生きたまま持ち帰るためには鮮度を保ついろいろな工夫が必要となる。

## 生活史
卵は青緑色でプチプチして美味。その大きさは3.4 × 2.3mmでタラバエビ属では最大である。卵が大型であり、幼生は短縮発生するので、分散力は弱いと考えられる。一度に500-1200個程度を産卵し、メスが約1年に渡って抱卵する。
幼生の成長は「卵黄依存型」で、研究環境で6段階が確認されていて、幼生段階が1から4期、後期幼生段階が5ないし6期である。飼育下では、口器の発達した第2期にアルテミア （Artemia nauplii）を食べ始める。
雌雄同体。雄性先熟、すなわち若い個体は繁殖期がやってきた時にまずオスとして繁殖に参加するが、成長するとメスに性転換する。このため、体長13cm前後を超える大型の個体はすべてメスとなる。

## 利用
海老の中でも漁獲量が少なく、とても高価なので、料亭や高級寿司店以外であまり見かけられない。刺身や寿司で食べられている。

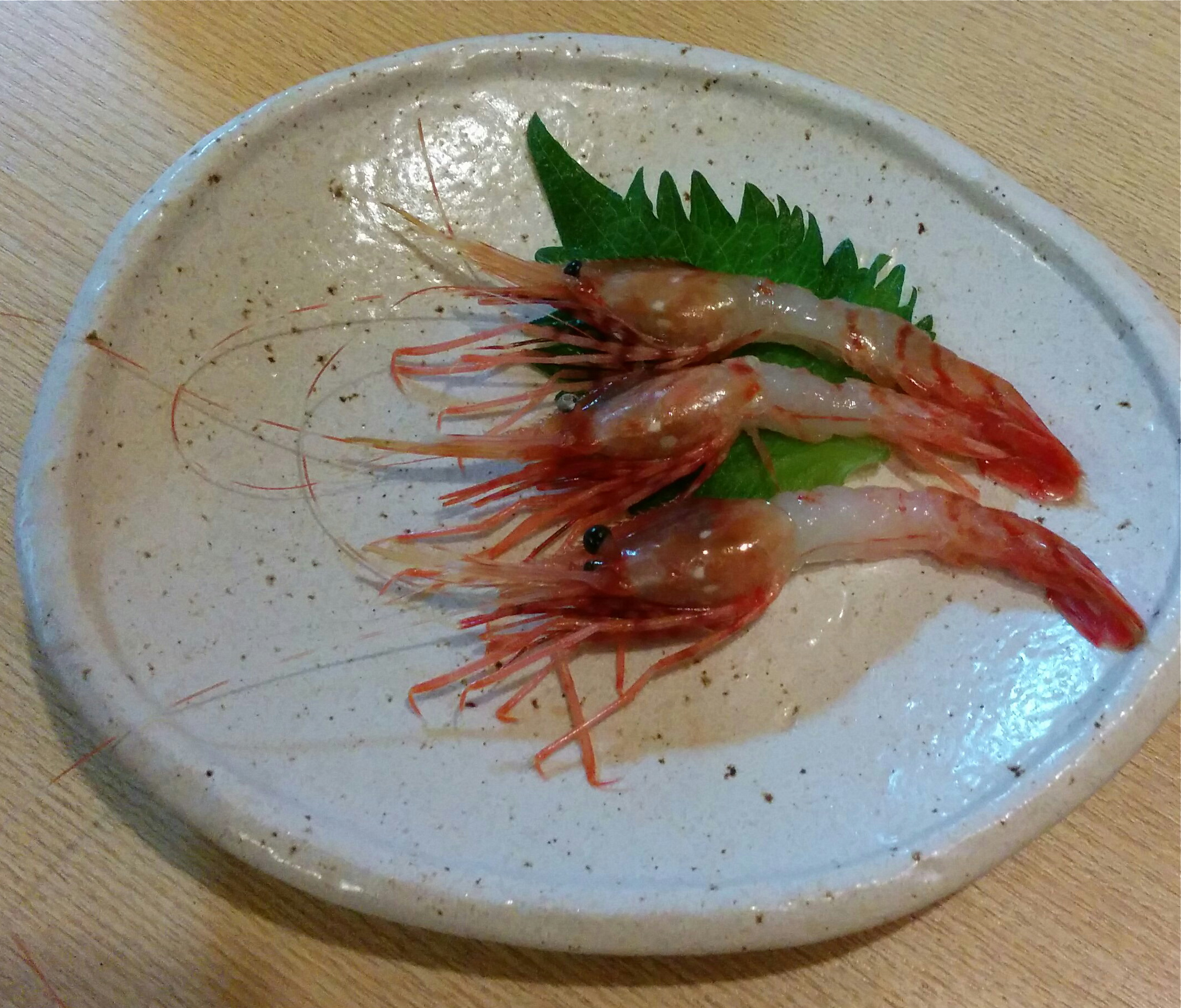
牡丹海老の刺身

さらに、しゃぶしゃぶや味噌汁、塩焼き、天ぷらやフライにもなり、殻まで食されることがある。漁期と同じ秋から春が旬。
生の身は弾力があるがとろけるようで甘い。
味噌（海老味噌）はメスよりオスが多くもっている。好む人は頭をすすって食べたりする。味噌は実際には、肝臓や膵臓の機能をもつ中腸腺である。
子持ちボタンエビも販売されている。
調理例：牡丹海老の刺身の作り方、梅肉添え

## 広義のボタンエビ
本項の本牡丹、いわば狭義のボタンエビは、瑞々（みずみず）しさや弾力は申し分ない種である。
これに対して、近縁のエビでも、一般的な名称として内容を的確に示す場合は「ボタンエビ」と称すことが消費者庁によって許されている。

### トヤマエビ
標準和名がトヤマエビ （富山海老）（Pandalus hypsinotus Brandt, 1851）（英、Coonstripe Shrimp）という近縁のエビも牡丹海老として売られている。むしろ牡丹海老といえばトヤマエビのほうが圧倒的に多く流通している。
トヤマエビは富山湾、日本海、北海道、ロシアのオホーツク海などで漁獲される。多くの地方名がある（トヤマエビ#地方名）。北海道噴火湾での地方名が「ボタンエビ」である。韓国では島根県竹島で漁獲されるエビを「独島エビ」と勝手に称するが、トヤマエビあるいは他の2種の海老と言われている。ニュース映像で紹介されたのはトヤマエビであった。
トヤマエビは、尾や脚に褐色の縞模様があり、頭胸甲の正中隆起がボタンエビよりも高く発達し、はっきりした白い斑紋が散在するのが目立つ。オレンジ色っぽいボタンエビに比べてトヤマエビは赤味が濃く、鮮度が落ちてもボタンエビより赤味が残る。
トヤマエビは一般的にはボタンエビより価格は安い。それでも20cm前後の体長が立派で身に弾力があり、ボタンエビと同様の美味しさで人気がある。

### スポットエビ
カナダやアラスカから冷凍で輸入されるスポットエビ （Pandalus platyceros Brandt, 1851）（アメリカボタンエビ、英 Spot shrimp）も「牡丹海老」と称され、高級ネタとして回転寿司や通信販売で出回っている。カナダボタン、スポットプローンともいう（※ スポット「ブ」ラウンではない。英 prawn は海老のこと。）。
頭胸部に白い縦縞があって見分けやすい。第二および第五腹節に白いスポット状斑紋があることが名前の由来である。ほとんどが冷凍物ではあるが、最大25cmと身が大きく、太って立派なので高値で安定している。

### テラオボタンエビ
三陸南部、相模湾、紀伊半島など太平洋岸に生息するテラオボタンエビ（寺尾牡丹海老、寺尾牡丹蝦）（Pandalus teraoi Kubo, 1937）（白牡丹；はくぼたん）も「牡丹海老」と称され、かつては福島産が少量のみ流通していた。額角から頭胸甲の背縁に櫛状の長い棘が並ぶのが特徴的である。
刺身、塩焼き、味噌汁で食され、弾力は超プリプリ、旨みは一級という。

### その他
以上のほかにも「牡丹海老」と呼ばれた、または現在も呼ばれることのある近縁種あるいはクルマエビ類のエビはいくつかある。